# Lisa Pin-Up
Lisa Chilcott, mieux connue sous le nom de scène Lisa Pin-Up, est une DJ et productrice britannique de hard house, et membre du label discographique Nukleuz. Elle est également mannequin à temps partiel et est classée no 54 dans le classement Hot 100 Babes de Loaded en 2002,.

## Biographie
Avant de devenir DJ, Lisa Pin-Up travaille comme mannequin et apparaît au début des années 1990 dans une publicité télévisée pour Nescafé.
En 1999, elle fait équipe avec Lisa Lashes, Rachel Auburn et Anne Savage ; connues sous le nom de Tidy Girls, elles sortent leur EP éponyme, qui atteignent la 31e place des classements dance au Royaume-Uni,. Pin-Up sort un certain nombre d'albums de compilation, dont certains ont connu un grand succès, notamment Hard House Euphoria, mixé avec les Tidy Boys, qui atteint la 12e place du UK Compilation Chart en 2001. Elle sort plusieurs singles, dont deux, Turn Up the Sound et Blow Your Mind, entrent dans le top 75 du UK Official Singles Chart en 2002.